# Sleuthemis diplacoides
Sleuthemis diplacoides är en trollsländeart som beskrevs av Fraser 1951. Sleuthemis diplacoides ingår i släktet Sleuthemis och familjen segeltrollsländor. Inga underarter finns listade i Catalogue of Life.